# Tribute to Masami Okui ~Buddy~
Tribute to Masami Okui ~Buddy~ é um álbum lançado como tributo à Masami Okui. Foi lançado em 25 de junho de 2008 pela evolution e possui 10 faixas.

## Produção
O álbum foi idealizado para fazer parte das comemorações de 15 anos de carreira da cantora, e contou com vários artistas de eras variadas cantando músicas bastante populares de Okui.

## Recepção
O CD Journal disse que "a individualidade de cada cantor pode ser percebida pelos arranjos, como o arranjo techno de Haruko Momoi". Também destaca a versão de "INTRODUCTION", de Masaaki Endoh, dizendo que "traz um charme diferente da original".
O site Animephile também ressaltou a individualidade de cada um nos arranjos, além da escolha das músicas, mas criticou a qualidade do som.

## Faixas
| N.º            | Título                                      | Letras         | Música         | Arranjo                             | Duração |  |
| 1.             | "TRUST" (por Minami Kuribayashi)            | M. Okui        | M. Okui        | Hideyuki Suzuki                     | 4:24    |  |
| 2.             | "Rondo Revolution" (por Chihara Minori)     | M. Okui        | Toshiro Yabuki | Junpei Fujita                       | 5:13    |  |
| 3.             | "Jounetsu" (por Misato Aki)                 | M. Okui        | M. Okui        | Hidetake Yamamoto                   | 5:23    |  |
| 4.             | "INTRODUCTION" (por Masaaki Endoh)          | M. Okui        | IKUO           | Keiichi Nabeshima e Hirofumi Miyake | 4:46    |  |
| 5.             | "Olive" (por Yoko Ishida)                   | M. Okui        | M. Okui        | H. Suzuki                           | 4:51    |  |
| 6.             | "Iiwake" (por Suara)                        | M. Okui        | M. Okui        | Michio Kinugasa                     | 4:44    |  |
| 7.             | "Otome Kokoro Mugen" (por Tomoe Ohmi)       | M. Okui        | M. Okui        | H. Suzuki                           | 4:34    |  |
| 8.             | "Koisimasho Nebarimasho" (por Haruko Momoi) | M. Okui        | T. Yabuki      | Haraddy                             | 4:22    |  |
| 9.             | "Wasuregusa" (por Hironobu Kageyama)        | M. Okui        | M. Okui        | Shunji Inoue e Yoshichika Kuriyama  | 5:30    |  |
| 10.            | "Happy Place" (por Chihiro Yonekura)        | M. Okui        | M. Okui        | Waka Takayama                       | 4:23    |  |
| Duração total: | Duração total:                              | Duração total: | Duração total: | Duração total:                      | 48:10   |  |